# 모카신

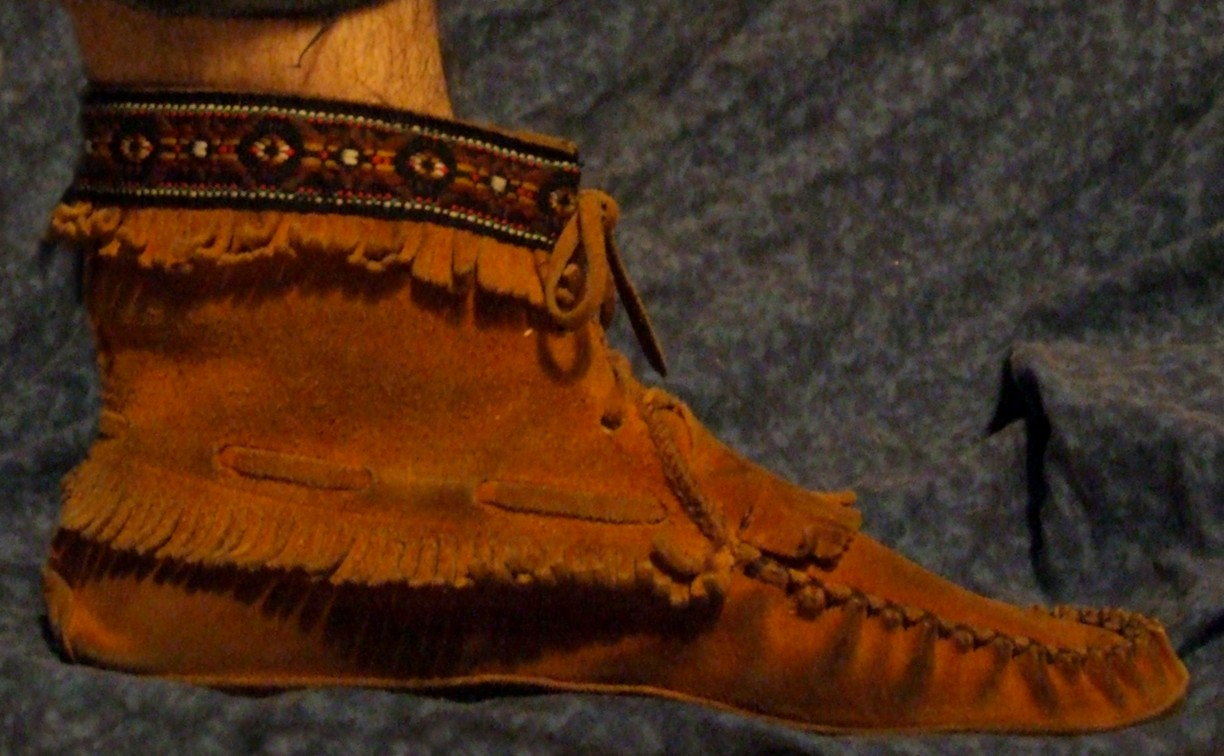
모카신

모카신(영어: Moccasin←파우하탄어: makasin에서 유래)은 북미 미국 원주민이 신는 뒤축 없는 사슴 가죽 구두를 말한다. 사슴가죽이나 다른 부드러운 가죽으로 만든 신발로 밑창("가공"되지 않은 가죽으로 만들어짐)과 한 조각의 가죽으로 만들어진 옆면이 윗부분을 함께 꿰매고 때로는 뱀프(vamp)로 되어 있다. 밑창은 부드럽고 유연하며 윗부분은 자수나 구슬 장식으로 장식되는 경우가 많다. 실내용에 착용하는 경우도 있지만 주로 실외용으로 제작되었다.
역사적으로 이것은 북미의 많은 원주민들의 신발이다. 게다가 사냥꾼, 상인, 유럽 정착민들도 신었다.

## 같이 보기
- 단화